# Vâlcelele (Călărași)
Vâlcelele is een Roemeense gemeente in het district Călărași.
Vâlcelele telt 1839 inwoners.